# Wesley Snipes
Wesley Trent Snipes (Orlando, 31 de julho de 1962) é um ator, artista marcial e cineasta norte-americano. Em uma carreira cinematográfica que abrange mais de trinta anos, Snipes apareceu em uma variedade de produções, como vários thrillers, filmes de drama e comédia, embora seja mais conhecido por seus filmes de ação. Ele foi indicado ao Independent Spirit de melhor ator coadjuvante por seu trabalho em The Waterdance (1992) e ganhou o prêmio Volpi de Melhor Ator por sua atuação no filme One Night Stand (1997). A importância de Snipes para o cinema foi reconhecida com uma estrela na Calçada da Fama no ano de 1998.

## Carreira
Snipes começou a carreira em 1980 no teatro. No início de sua carreira fez uma participação especial no videoclipe da canção "Bad" (1987), de Michael Jackson.

### Cinema
| Ano  | Título                                                 | Personagem                      | Observação                         |
| ---- | ------------------------------------------------------ | ------------------------------- | ---------------------------------- |
| 1986 | Wildcats                                               | Trumaine                        |                                    |
| 1987 | Streets of Gold                                        | Roland Jenkins                  |                                    |
| 1987 | Vietnam War Story II                                   | Jovem Soldado                   | Direto em VHS                      |
| 1988 | Critical Condition                                     | Motorista de ambulância         | Breve aparição                     |
| 1990 | King of New York                                       | Thomas Flanigan                 |                                    |
| 1990 | Mo' Better Blues                                       | Shadow Handerson                |                                    |
| 1991 | Jungle Fever                                           | Flipper "Flip" Purify           |                                    |
| 1991 | New Jack City                                          | Nino Brown                      |                                    |
| 1992 | Passenger 57                                           | John Cutter                     |                                    |
| 1993 | The Waterdance                                         | Raymond Hill                    |                                    |
| 1993 | White Men Can't Jump                                   | Sidney "Syd" Deane              |                                    |
| 1993 | Boiling Point                                          | Jimmy Mercer                    |                                    |
| 1993 | Demolition Man                                         | Simon Phoenix                   | br: O demolidor                    |
| 1993 | Rising Sun                                             | Lt. Webster Web Smith           |                                    |
| 1994 | Drop Zone                                              | Pete Nessip                     |                                    |
| 1994 | Sugar Hill                                             | Roemello Skugs                  |                                    |
| 1995 | To Wong Foo, Thanks for Everything! Julie Newmar       | Noxeema Jackson                 |                                    |
| 1995 | Money Train                                            | John                            |                                    |
| 1996 | Waiting to Exhale                                      | James Wheeler                   | br: Falando de Amor                |
| 1996 | The Fan                                                | Bobby "Bob" Rayburn             |                                    |
| 1996 | America's Dream                                        | George Du Vail                  | Telefilme                          |
| 1997 | Murder at 1600                                         | Detetive Harlan Regins          |                                    |
| 1998 | One Night Stand                                        | Maximilian "Max" Carlyle        |                                    |
| 1998 | Blade                                                  | Blade/Eric Brooks               | Coprodutor e coordenador de lutas  |
| 1998 | U.S. Marshals                                          | Mark J. Sheridan/Warren/Roberts |                                    |
| 1998 | Down in the Delta                                      | Will Sinclair                   | Coprodutor executivo               |
| 1998 | Masters of the Martial Arts presented by Wesley Snipes | Ele próprio                     | Documentário                       |
| 1998 | Jackie Chan: My Story                                  | Ele próprio                     | Documentário                       |
| 1998 | Futuresport                                            | Obike Foxx                      | TV                                 |
| 1999 | Play It to the Bone                                    | Ringside Fan                    | Participação especial              |
| 2000 | The Art of War                                         | Neil Shaw                       |                                    |
| 2000 | Disappearing Acts                                      | Franklin Swift                  | Co-produtor                        |
| 2002 | ZigZag                                                 | David "Dave" Fletcher           |                                    |
| 2002 | Blade II                                               | Blade/Eric Brooks               | Co-produtor e coordenador de lutas |
| 2002 | Liberty Stands Still                                   | Joe                             |                                    |
| 2002 | Undisputed                                             | Monroe Undisputed Hutchens      | Co-produtor                        |
| 2004 | Unstoppable                                            | Dean Cage                       |                                    |
| 2004 | Blade: Trinity                                         | Blade/Eric Brooks               | Co-produtor                        |
| 2005 | 7 Seconds                                              | Jack Tulliver                   | Direto em DVD                      |
| 2005 | The Marksman                                           | Painter                         | Direto em DVD                      |
| 2006 | Hard Luck                                              | Lucky                           | Direto em DVD                      |
| 2006 | Chaos                                                  | Jason York/Scott Curtis/Lorenz  |                                    |
| 2006 | The Detonator                                          | Sonni Griffith                  | Direto em DVD                      |
| 2007 | The Contractor                                         | James Dial                      | Direto em DVD                      |
| 2008 | The Art of War II: Betrayal                            | Neil Shaw                       |                                    |
| 2009 | Atraídos pelo Crime                                    | Casanova "Caz" Phillips         |                                    |
| 2010 | Jogo de Morte                                          | Agente Marcus                   |                                    |
| 2012 | Gallowwalker                                           | Aman                            |                                    |
| 2014 | Os Mercenários 3                                       | Doc                             |                                    |
| 2017 | Invasão Alienígena                                     | The Recall                      | Netflix                            |
| 2019 | Dolemite Is My Name                                    | D'Urville Martin                | Netflix                            |
| 2021 | Coming 2 America                                       | General Izzi                    |                                    |
| 2024 | Deadpool & Wolverine                                   | Blade/Eric Brooks               | Participação especial              |

### Televisão
| Ano  | Título                            | Personagem                       | Episódio                                                  |
| ---- | --------------------------------- | -------------------------------- | --------------------------------------------------------- |
| 1986 | Miami Vice                        | Silk                             | Streetwise                                                |
| 1987 | Vietnam War Story                 | Jovem Soldado                    | An Old Ghost Walks the Earth                              |
| 1989 | A Man Called Hawk                 | Nicholas Murdock                 | Choice of Chance                                          |
| 1989 | The Days and Nights of Molly Dodd | Hood                             | Here's Why You Should Always Make Your Bed in the Morning |
| 1990 | H.E.L.P.                          | Lou Barton                       | Series lead                                               |
| 1997 | Happily Ever After                | Pied Piper                       | The Pied Piper                                            |
| 2002 | The Bernie Mac Show               | Duke                             | Rope-a-Dope                                               |
| 2015 | The Player                        | Mr. Isaiah Johnson, the pit boss | Todos os episódios                                        |

## Vida Pessoal
Nascido em Orlando, na Flórida, foi criado no bairro do Bronx, em Nova Iorque. É um hábil lutador de caratê, Hapkido e capoeira.
Em 2010, Snipes foi condenado a três anos de prisão por sonegação de impostos. Ele foi solto em 2013  e depois de um período afastado de Hollywood, deu a volta por cima e retornou às produções.
Uma década após o incidente com a justiça, o ator foi mencionado na lista do jornal americano Globe Gazette como um dos "50 atores negros que fizeram história no entretenimento".  O artigo ressalta a importância do legado de Snipes para atores e cineastas negros, ainda causando impacto nos dias de hoje.

## Racismo e Problemas com a Polícia
O ator já havia sido preso antes de 2013 em um incidente que aparenta ser um caso de racismo institucional.
No início de sua carreira, em 1993, o ator foi preso pela Polícia de Los Angeles, California, enquanto dirigia o carro de sua produtora de cinema. Segundo o jornal LA Times, a polícia o confundiu com um bandido que havia roubado um carro semelhante.
O ator alega que a polícia o fez deitar no chão e ajoelhou sobre seu pescoço.
Em 9 de dezembro de 2010, Snipes foi condenado a três anos de prisão em McKean County, Pensilvânia, por sonegação de impostos. O juiz que condenou Snipes alegou que sua prisão devia servir de exemplo para aqueles que não cumprem as suas obrigações com o Estado. O ator havia previamente sido declarado culpado por omitir informações em sua declaração de renda, em 2006. No entanto, na época o juiz o absolveu do crime, o que não voltou a ocorrer em 2010. Snipes foi solto em 2013.

## Prêmios
- Recebeu 2 indicações ao MTV Movie Awards de Melhor Vilão, por "New Jack City - A Gangue Brutal" (1991) e "O Demolidor" (1993).
- Recebeu uma indicação ao Independent Spirit Awards de Melhor Ator Coadjuvante, por "O Despertar para a Vida" (1992).
- Recebeu uma indicação ao MTV Movie Awards de Melhor Beijo, e outra de Melhor Dupla, por "Homens Brancos Não Sabem Enterrar" (1992).
- Ganhou o Volpi Cup de Melhor Ator no Festival de Veneza, por "Por uma Noite Apenas" (1997).
- Recebeu uma indicação ao MTV Movie Awards de Melhor Luta, por "Blade" (1998).